# Абишево
Абишево (баш. Әбеш) — деревня в Миякинском районе Республики Башкортостан Российской Федерации. Входит в состав Биккуловского сельсовета. 

## География

### Географическое положение
Находится на правом берегу реки Дёмы.
Расстояние до:
- районного центра (Киргиз-Мияки): 38 км,
- центра сельсовета (Садовый): 7 км,
- ближайшей ж/д станции (Аксёново): 36 км.

## Население
| 2002 | 2009 | 2010 |
| ---- | ---- | ---- |
| 99   | ↘93  | ↘78  |

Национальный состав
Согласно переписи 2002 года, преобладающая национальность — башкиры (95 %).